# Brigitta di Svezia
Brigitta di Svezia (nome completo in svedese Birgitta Ingeborg Alice; Solna, 19 gennaio 1937 – Maiorca, 4 dicembre 2024) è stata una principessa svedese.

## Biografia

### Infanzia ed educazione

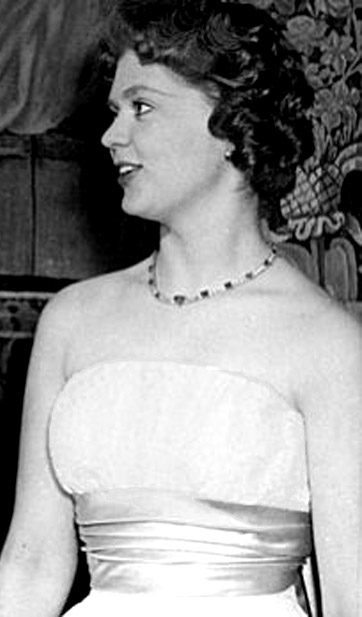
La principessa Birgitta nel 1958

Suo padre era il principe Gustavo Adolfo, figlio di Gustavo VI Adolfo e di Margherita di Connaught, e la madre era Sibilla di Sassonia-Coburgo-Gotha, figlia di Carlo Edoardo e di Vittoria Adelaide di Schleswig-Holstein-Sonderburg-Glücksburg. È sorella maggiore dell'attuale re di Svezia, Carlo XVI Gustavo.
Nel 1947 rimase orfana del padre, quando questi perse la vita in un incidente aereo presso l'aeroporto di Kastrup, in Danimarca, di ritorno da una visita di Stato nei Paesi Bassi.
Fu allevata principalmente dalla tata Ingrid "Nenne" Björnberg (1913-1994), poiché sua madre non aveva abbastanza tempo da dedicare ai figli a causa dei suoi impegni ufficiali. Fino all'età di quattordici anni venne istruita privatamente, poi frequentò la Scuola Francese, dove ottenne margini di libertà più ampi.
Nel 1956 entrò al Gymnastiska Centralinstitutet e si diplomò nel 1958, iniziando in quell'anno a lavorare come insegnante di ginnastica alla Broms skola. Nello stesso periodo ebbe una relazione con l'hockeista Sven Tumba.

### Attività

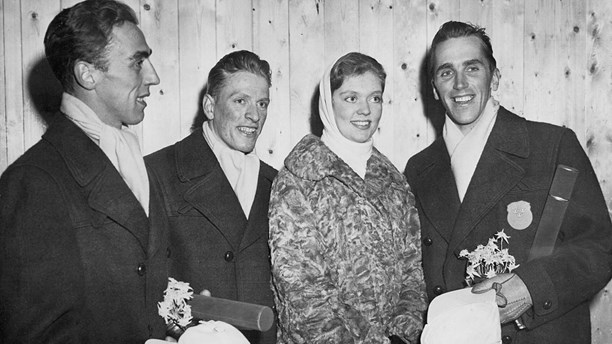
Stig Sollander, Beng Eriksson, Brigitta e Sigvard Ericsson nel 1956

Nel novembre 1960 andò con la sorella Désirée negli Stati Uniti d'America, per celebrare il cinquantesimo anniversario della Fondazione Americano-Scandinava in rappresentanza del nonno Gustavo VI Adolfo. È la madrina di battesimo del nipote Carlo Filippo.
Appassionata di golf, fa parte come membro onorario del consiglio della Royal Swedish Golf Society e ospita il The Princess Birgitta Trophy dal 1991, presso il Santa Ponsa Golf Club di Maiorca. Altro suo interesse è la moda, al punto che per molti anni possedette un proprio negozio d'abbigliamento, chiamato "Popcorn", situato al centro di Monaco di Baviera.
Nell'ottobre 2008 rappresentò la Svezia in viaggio in Nuova Zelanda. Il 25 dicembre 2022 la SVT ha trasmesso un documentario prodotto dal regista Jens Lind, incentrato, attraverso un'intervista, sulla vita della principessa Brigitta. È una delle fondatrici dell'organizzazione HELP, che si occupa di sostenere i bambini vulnerabili ed è spesso finanziata dai tornei di golf da lei pianificati.

### Matrimonio

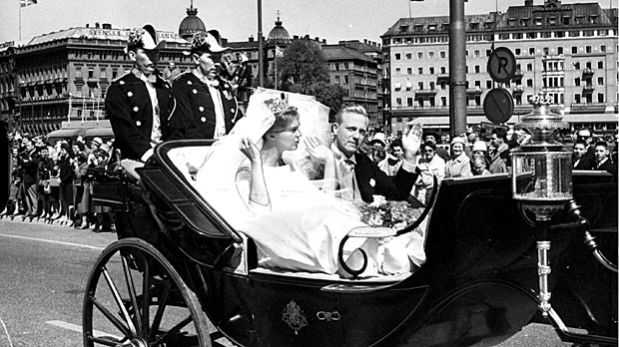
La principessa Brigitta di Svezia con il marito nel giorno del loro matrimonio

Probabilmente Brigitta rifiutò una proposta di nozze da parte dello scià Mohammad Reza Pahlavi. Nel 1960, durante le Olimpiadi di Roma, si innamorò di un italiano, che tuttavia morì assassinato.
Il 15 dicembre 1960 si tenne l'annuncio del suo fidanzamento con il principe Giovanni Giorgio di Hohenzollern-Sigmaringen (31 luglio 1932 - 2 marzo 2016), un esperto di belle arti, figlio del principe Federico Vittorio e di Margherita Carola di Sassonia. Si conobbero a un cocktail party nel 1959 a Monaco di Baviera, dove Brigitta soggiornò con Catty Hägglöf, sua amica d'infanzia, per migliorare la conoscenza del tedesco.
Furono sposati con rito civile il 25 maggio 1961, nella Rikssalen del Palazzo Reale di Stoccolma dal sindaco Yngve Kristensson, e con rito religioso il 30 maggio, nella chiesa parrocchiale di San Giovanni Evangelista al castello di Sigmaringen.
In occasione del matrimonio Brigitta chiese di entrare nella Chiesa cattolica, la stessa del marito, ma poiché il suo impegno spirituale venne messo in dubbio la sua conversione non è mai avvenuta. Si separarono nel 1990 e Brigitta prese residenza a Maiorca, in Spagna.

## Discendenza

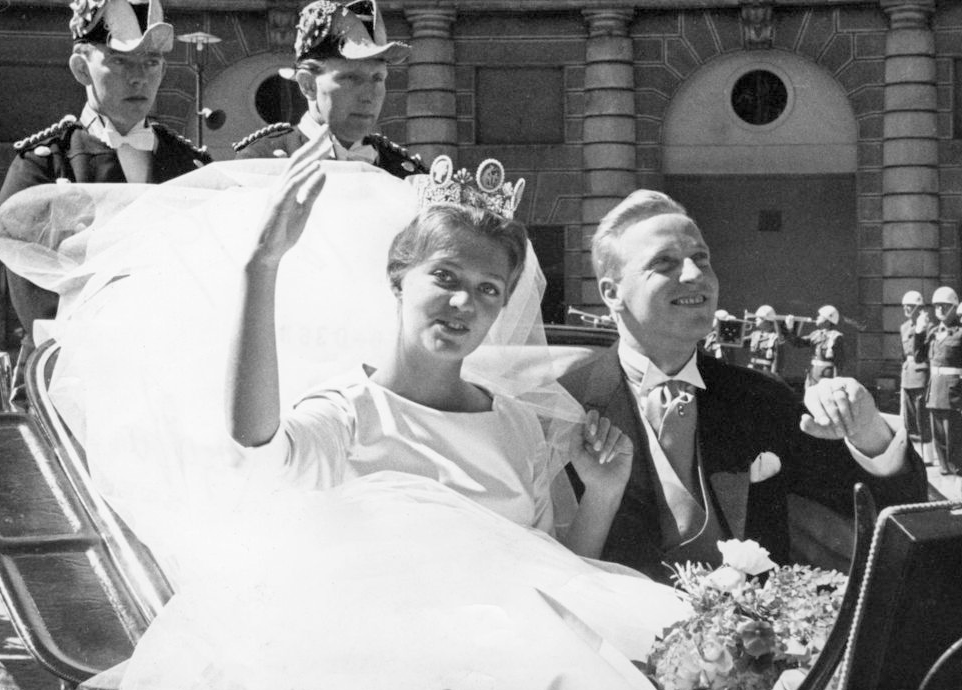
Brigitta e il marito in carrozza, nel giorno del loro matrimonio

Brigitta di Svezia e Giovanni Giorgio di Hohenzollern-Sigmaringen hanno avuto due figli e una figlia:
- S.A.R. Carl Cristian Friedrich Johannes Meinrad Maria Hubertus Edmund, principe di Hohenzollern-Sigmaringen (nato il 5 aprile 1962), che ha sposato Nicole Neschitsch e ha un figlio: il Principe Nicolas Johann Georg Maria;
- S.A.R. Désirée Margherita, principessa di Hohenzollern-Sigmaringen (nata il 27 novembre 1963);
- S.A.R. Hubertus Gustav Adolf Veit Georg Meinrad Maria Alexander, principe di Hohenzollern-Sigmaringen (nato il 10 giugno del 1966), che ha sposato Uta Maria König e ha due figli: il Principe Lennart Carl Christian (nato e morto nel 2001) e la Principessa Vivianne (nata nel 2009, che è stata adottata).

## Titoli e trattamento
- 19 gennaio 1937 - 25 maggio 1961: Sua Altezza Reale, la principessa Brigitta di Svezia
- 25 maggio 1961 - 4 dicembre 2024 : Sua Altezza Reale, la principessa Brigitta di Svezia, principessa di Hohenzollern-Sigmaringen

## Ascendenza
|                                                               |                          |                                                                 | Genitori                                                    |  |  | Nonni |  |  | Bisnonni            |  |  | Trisnonni          |  |
|                                                               |                          |                                                                 |                                                             |  |  |       |  |  | Gustavo V di Svezia |  |  | Oscar II di Svezia |  |
|                                                               |                          |                                                                 |                                                             |  |  |       |  |  | Gustavo V di Svezia |  |  | Oscar II di Svezia |  |
|                                                               |                          | Sofia di Nassau                                                 |                                                             |  |  |       |  |  | Gustavo V di Svezia |  |  |                    |  |
| Gustavo VI Adolfo di Svezia                                   |                          |                                                                 |                                                             |  |  |       |  |  | Gustavo V di Svezia |  |  |                    |  |
|                                                               |                          | Vittoria di Baden                                               | Federico I di Baden                                         |  |  |       |  |  |                     |  |  |                    |  |
|                                                               |                          | Vittoria di Baden                                               | Federico I di Baden                                         |  |  |       |  |  |                     |  |  |                    |  |
|                                                               |                          | Vittoria di Baden                                               | Luisa di Prussia                                            |  |  |       |  |  |                     |  |  |                    |  |
| Gustavo Adolfo di Svezia                                      |                          | Vittoria di Baden                                               |                                                             |  |  |       |  |  |                     |  |  |                    |  |
|                                                               |                          | Arturo, duca di Connaught e Strathearn                          | Alberto di Sassonia-Coburgo-Gotha                           |  |  |       |  |  |                     |  |  |                    |  |
|                                                               |                          | Arturo, duca di Connaught e Strathearn                          | Alberto di Sassonia-Coburgo-Gotha                           |  |  |       |  |  |                     |  |  |                    |  |
|                                                               |                          | Arturo, duca di Connaught e Strathearn                          | Vittoria del Regno Unito                                    |  |  |       |  |  |                     |  |  |                    |  |
| Margherita di Connaught                                       |                          | Arturo, duca di Connaught e Strathearn                          |                                                             |  |  |       |  |  |                     |  |  |                    |  |
|                                                               |                          | Luisa Margherita di Prussia                                     | Federico Carlo di Prussia                                   |  |  |       |  |  |                     |  |  |                    |  |
|                                                               |                          | Luisa Margherita di Prussia                                     | Federico Carlo di Prussia                                   |  |  |       |  |  |                     |  |  |                    |  |
|                                                               |                          | Luisa Margherita di Prussia                                     | Maria Anna di Anhalt                                        |  |  |       |  |  |                     |  |  |                    |  |
| Brigitta di Svezia                                            |                          | Luisa Margherita di Prussia                                     |                                                             |  |  |       |  |  |                     |  |  |                    |  |
|                                                               | Leopoldo, duca di Albany | Alberto di Sassonia-Coburgo-Gotha                               |                                                             |  |  |       |  |  |                     |  |  |                    |  |
|                                                               | Leopoldo, duca di Albany | Alberto di Sassonia-Coburgo-Gotha                               |                                                             |  |  |       |  |  |                     |  |  |                    |  |
|                                                               | Leopoldo, duca di Albany | Vittoria del Regno Unito                                        |                                                             |  |  |       |  |  |                     |  |  |                    |  |
| Carlo Edoardo di Sassonia-Coburgo-Gotha                       | Leopoldo, duca di Albany |                                                                 |                                                             |  |  |       |  |  |                     |  |  |                    |  |
|                                                               |                          | Elena di Waldeck e Pyrmont                                      | Giorgio Vittorio di Waldeck e Pyrmont                       |  |  |       |  |  |                     |  |  |                    |  |
|                                                               |                          | Elena di Waldeck e Pyrmont                                      | Giorgio Vittorio di Waldeck e Pyrmont                       |  |  |       |  |  |                     |  |  |                    |  |
|                                                               |                          | Elena di Waldeck e Pyrmont                                      | Elena di Nassau                                             |  |  |       |  |  |                     |  |  |                    |  |
| Sibilla di Sassonia-Coburgo-Gotha                             |                          | Elena di Waldeck e Pyrmont                                      |                                                             |  |  |       |  |  |                     |  |  |                    |  |
|                                                               |                          | Federico Ferdinando di Schleswig-Holstein-Sonderburg-Glücksburg | Federico di Schleswig-Holstein-Sonderburg-Glücksburg        |  |  |       |  |  |                     |  |  |                    |  |
|                                                               |                          | Federico Ferdinando di Schleswig-Holstein-Sonderburg-Glücksburg | Federico di Schleswig-Holstein-Sonderburg-Glücksburg        |  |  |       |  |  |                     |  |  |                    |  |
|                                                               |                          | Federico Ferdinando di Schleswig-Holstein-Sonderburg-Glücksburg | Adelaide di Schaumburg-Lippe                                |  |  |       |  |  |                     |  |  |                    |  |
| Vittoria Adelaide di Schleswig-Holstein-Sonderburg-Glücksburg |                          | Federico Ferdinando di Schleswig-Holstein-Sonderburg-Glücksburg |                                                             |  |  |       |  |  |                     |  |  |                    |  |
|                                                               |                          | Carolina Matilde di Schleswig-Holstein-Sonderburg-Augustenburg  | Federico VIII di Schleswig-Holstein-Sonderburg-Augustenburg |  |  |       |  |  |                     |  |  |                    |  |
|                                                               |                          | Carolina Matilde di Schleswig-Holstein-Sonderburg-Augustenburg  | Federico VIII di Schleswig-Holstein-Sonderburg-Augustenburg |  |  |       |  |  |                     |  |  |                    |  |
|                                                               |                          | Carolina Matilde di Schleswig-Holstein-Sonderburg-Augustenburg  | Adelaide di Hohenlohe-Langenburg                            |  |  |       |  |  |                     |  |  |                    |  |
|                                                               |                          | Carolina Matilde di Schleswig-Holstein-Sonderburg-Augustenburg  |                                                             |  |  |       |  |  |                     |  |  |                    |  |